# Río Canning
El río Canning (del inglés: Canning River) es un corto río de Australia Occidental, un afluente del río Swan. Nace en Darling Scarp y discurre a través de los suburbios de Perth —Cannington, Thornlie, Riverton, Shelley, Rossmoyne y Mount Pleasant— antes de desembocar en el Swan a la altura de Melville Water, en Canning Bridge.
32°00′S 115°51′E / -32.000, 115.850
- Datos: Q130517
- Multimedia: Canning River, Western Australia / Q130517